# Disa draconis
Disa draconis là một loài phong lan.

## Hình ảnh

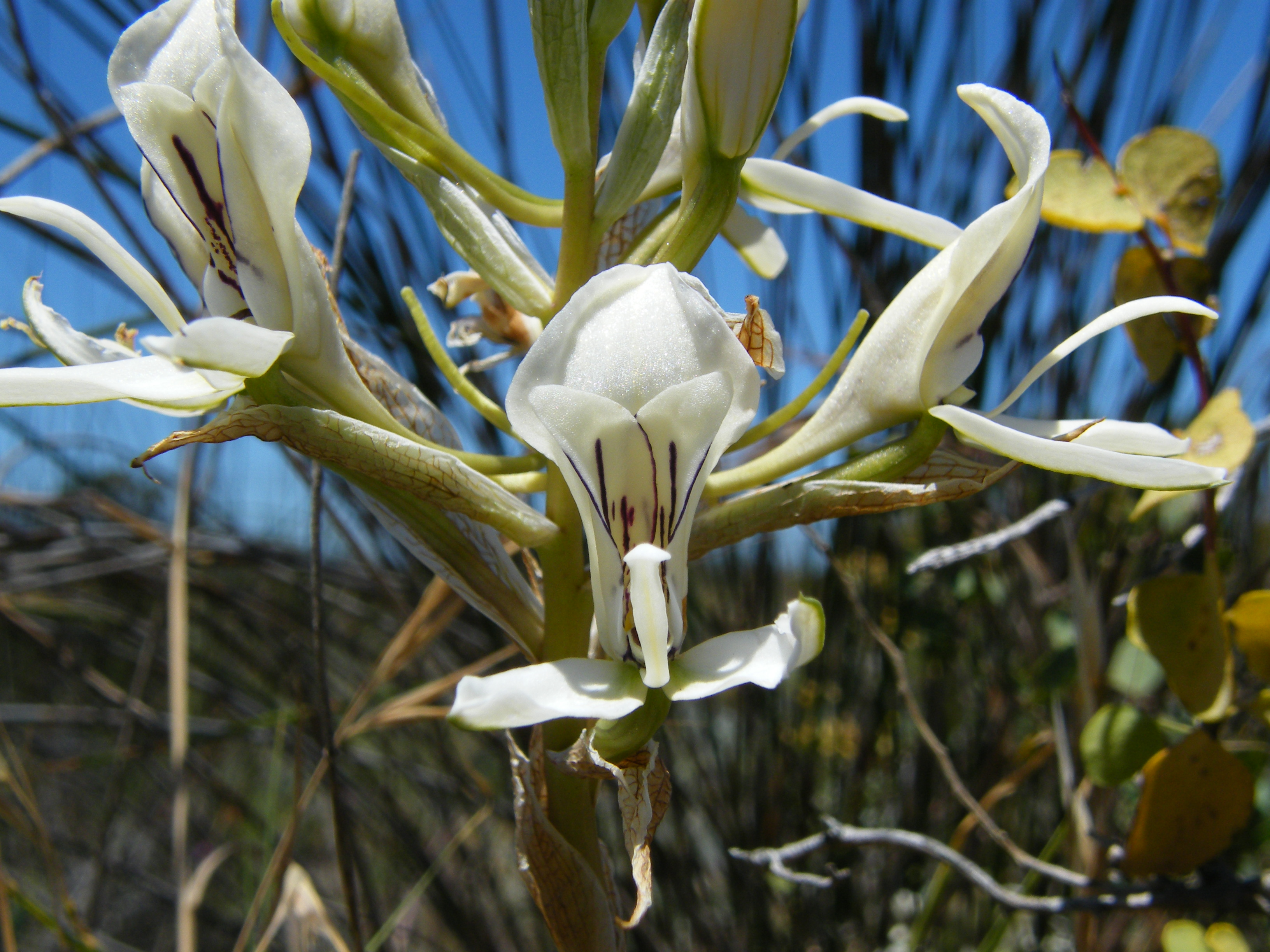
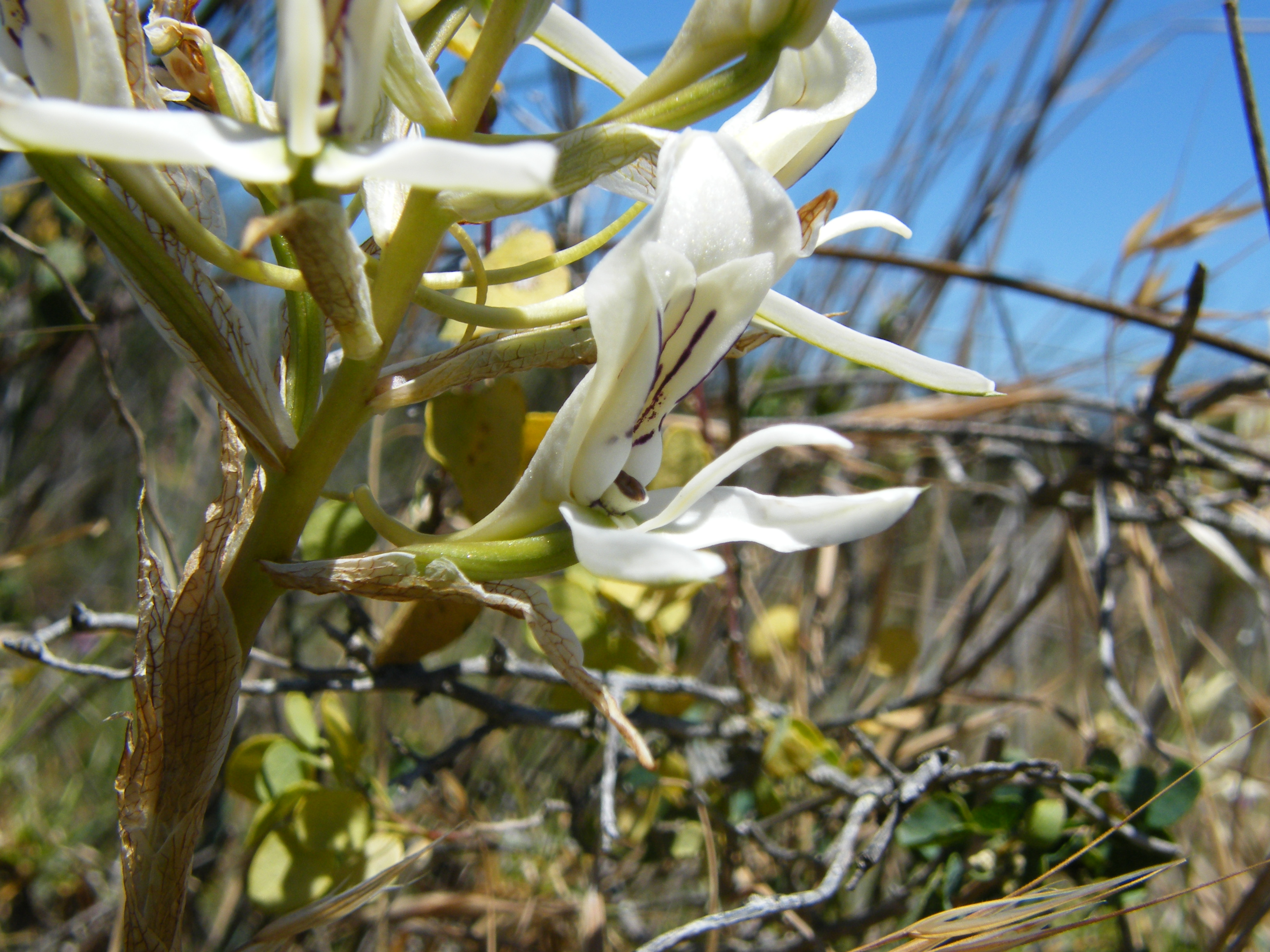
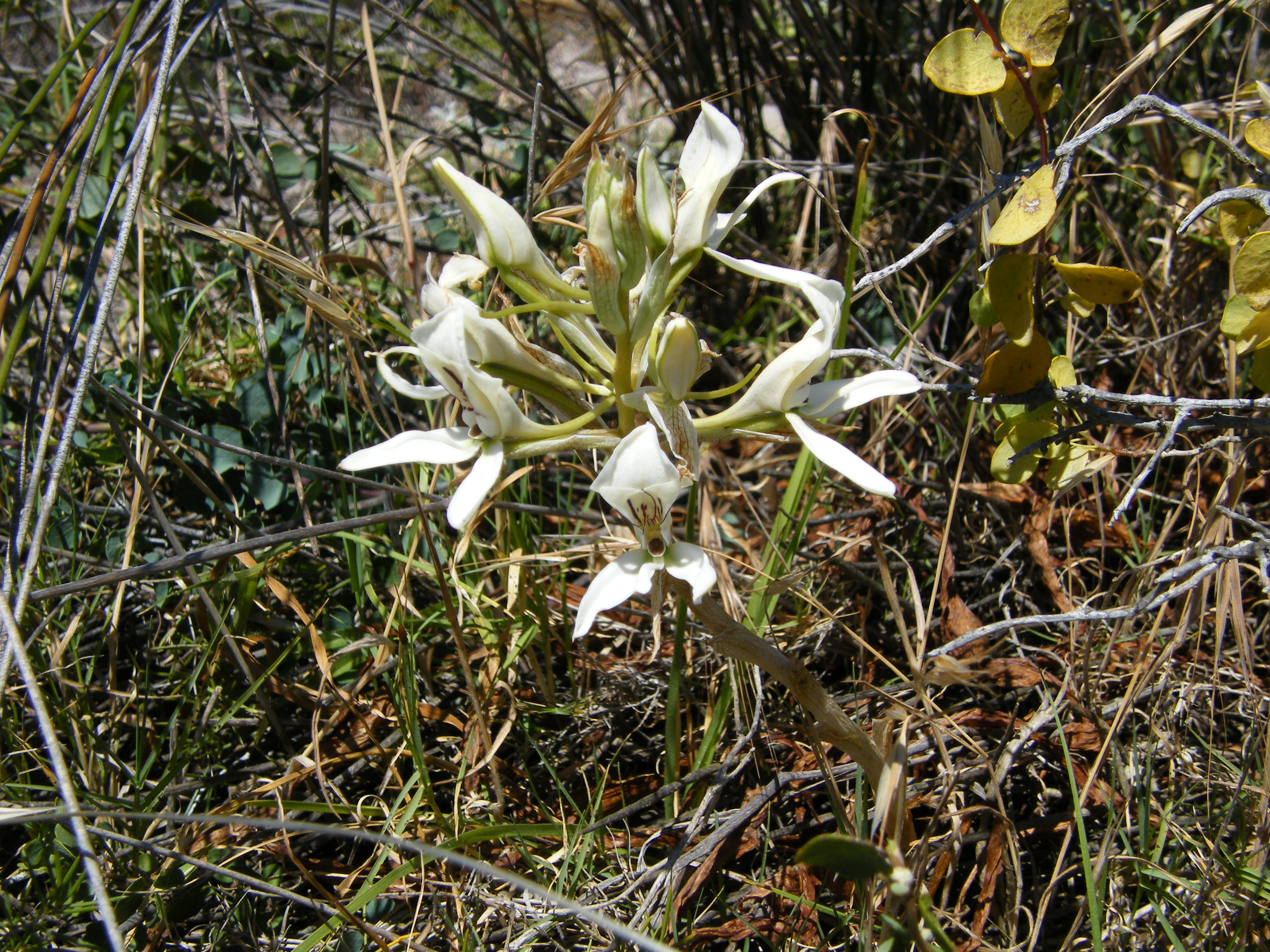